# AEG PE
El AEG PE (Panzer Einsitzer - "monoplaza blindado") era un triplano de ataque a tierra de la Primera Guerra Mundial, uno de los primeros aviones en ser diseñados desde los planos para ese rol. Fue rechazado por el Idflieg debido a que se rumoreaba que su pobre maniobrabilidad lo hacía demasiado vulnerable a los cazas enemigos.

## Especificaciones (AEG PE)

### Características generales
- Tripulación: 2 (piloto y observador)
- Longitud: 6,6 m (21,7 ft)
- Envergadura: 11,2 m (36,7 ft)
- Peso vacío: 1182 kg (2605,1 lb)
- Peso máximo al despegue: 1412 kg (3112 lb)
- Planta motriz: 1×  Benz Bz.IIIb.
  - Potencia: 143 kW (197 HP; 194 CV)

### Rendimiento
- Velocidad máxima operativa (Vno): 166 km/h (103 MPH; 90 kt)

### Armamento
- Ametralladoras: 2× Ametralladoras de 7,92 mm LMG 08/15

## Contenido Relacionado

### Aeronaves comparables
- Sopwith Salamander